# SN 1988O
SN 1988O – supernowa typu Ia odkryta 17 maja 1988 roku w galaktyce PGC0054128. W momencie odkrycia miała maksymalną jasność 15,00m.